# Formigliana
Formigliana là một đô thị ở tỉnh Vercelli trong vùng Piedmont thuộc Ý, có cự ly khoảng 60 km về phía đông bắc của Torino và khoảng 15 km về phía tây bắc của Vercelli. Tại thời điểm ngày 31 tháng 12 năm 2004, đô thị này có dân số 548 người và diện tích là 17,1 km².
Formigliana giáp các đô thị: Balocco, Carisio, Casanova Elvo, Santhià, và Villarboit.